# Antonio Ruiz Cervilla
Antonio Ruiz Cervilla (* 31. Juli 1937 in Guadalupe de Maciascoque) ist ein ehemaliger spanischer Fußballspieler und -trainer.

## Spielerkarriere

### Vereine
Ruiz Cervilla aus der U19-Mannschaft von Real Madrid hervorgegangen, rückte zur Saison 1956/57 in die Erste Mannschaft auf, für die er bis zum Saisonende 1961/62 64 Punktspiele in der Primera División, der höchsten Spielklasse im spanischen Fußball bestritt. Er debütierte am 21. April 1957 (30. Spieltag) beim 4:1-Sieg im Heimspiel gegen Celta Vigo mit seinem einzigen Saisonspiel; sein erstes von drei Toren erzielte er am 30. November 1958 (12. Spieltag) beim 2:0-Sieg im Heimspiel gegen den FC Granada mit dem Treffer zum Endstand in der 80. Minute. Am 1. Mai 1957 debütierte er auch im Wettbewerb um den Copa de S.E. El Generalísimo, wie sich der nationale Vereinspokal seinerzeit nannte; beim 1:0-Sieg über den UD Las Palmas im Achtelfinalrückspiel. Am 20. und 23. Juni 1957 trug er mit seinen beiden Einsätzen im Halbfinale (5:1 gegen den AC Mailand) und im Finale (1:0 gegen Benfica Lissabon) zum Gewinn des Copa Latina bei. Seinen letzten Pflichtspieleinsatz hatte er am 25. März 1962 (29. Spieltag) bei der 0:1-Niederlage im Auswärtsspiel gegen Atlético Madrid.
Während seiner Vereinszugehörigkeit gewann er je viermal die Spanische Meisterschaft und den Europapokal der Landesmeister und je einmal den Weltpokal, den Copa Latina und den Spanischen Vereinspokal, zu dem er in drei Spielen (2 × Sechzehntelfinale, 1 × Achtelfinale) beitrug.
Nach der Saison 1962/63, nachdem er für den Ligakonkurrenten und -neuling Deportivo La Coruña 23 Punktspiele bestritten hatte, spielte er 26 Mal für CD Málaga in der Gruppe Süd der Segunda División, in der er zwei Tore erzielte.
Danach folgten vier Saisons für Real Murcia, 1964/65 noch erstklassig, danach – nachdem als 13. die Relegation gegen den CE Sabadell, seinerzeit Zweiter Segunda División Nord, misslang – bis Saisonende 1967/68 zweitklassig. Ferner bestritt er neun Pokalspiele, in denen er ein Tor erzielte.
Seine Spielerkarriere ließ er in der Saison 1969/70 in der Gruppe Nord und Süd gemeinsamen Segunda División beim Liganeuling CD Castellón mit 23 Punkt- und zwei Pokalspielen (Hin- und Rückspiel gegen den CD Eldense in der 5. Runde) ausklingen.

### Nationalmannschaft
Mit der 0:3-Niederlage in Palermo gegen die U21-Nationalmannschaft Italiens hatte er als Spieler der U21-Nationalmannschaft am 13. März 1960 sein Debüt als Nationalspieler in seinem zugleich einzigen Länderspiel.

### Erfolge
- Weltpokal-Sieger 1960 (ohne Einsatz)
- Sieger Europapokal der Landesmeister 1957, 1958 (jeweils ohne Einsatz), 1959, 1960 (ohne Finaleinsatz)
- Copa Latina-Sieger 1957
- Spanischer Meister 1957, 1958, 1961, 1962
- Spanischer Pokal-Sieger 1962

## Trainerkarriere
Ruiz Cervilla war in einem überschaubaren Zeitraum Trainer von sechs Mannschaften. Seinen Einstand gab er in der Saison 1970/71 für den Drittligisten Real Murcia, der jedoch erst zur Saison 1972/73 aufsteigen sollte. Von 1972 bis 1974 übernahm er den
Castilla CF, die seinerzeitige Zweitvertretung Real Madrids in der dritten Liga.
In der Saison 1979/80 war er Trainer des Erstligisten UD Las Palmas, den er in einem Teilnehmerfeld von 18 Mannschaften auf den zwölften Platz führte. Von Oktober 1983 bis Juni 1984 war er sportlich verantwortlich für den Zweitligisten Rayo Vallecano, der auf Platz 20 absteigen musste. In der Hinrunde der Erstligasaison 1984/85 übernahm er die Geschicke des Liganeulings FC Elche, der jedoch am Saisonende in die Segunda División zurückkehrte. Nach gut zehn Jahren trat er als Trainer beim Erstligisten CD Logroñés noch einmal in Erscheinung, doch von Februar bis Mai 1995 – ein Monat vor Saisonende – konnte auch er den Abstieg des Vereins nicht verhindern. Sein letztes Traineramt bekleidete er beim CD Guadalajara in der Saison 1997/98.